# Billboardlistans förstaplaceringar 2001
Detta är en lista över 2001 års förstaplaceringar på Billboard Hot 100. 

## Listhistorik
| Datum        | Låt                      | Artist                                     |
| 6 januari    | Independent Women Part I | Destiny's Child                            |
| 13 januari   | Independent Women Part I | Destiny's Child                            |
| 20 januari   | Independent Women Part I | Destiny's Child                            |
| 27 januari   | Independent Women Part I | Destiny's Child                            |
| 3 januari    | It Wasn't Me             | Shaggy featuring Ricardo "RikRok" Ducent   |
| 10 januari   | It Wasn't Me             | Shaggy featuring Ricardo "RikRok" Ducent   |
| 17 februari  | Ms. Jackson              | Outkast                                    |
| 24 februari  | Stutter                  | Joe featuring Mystikal                     |
| 3 mars       | Stutter                  | Joe featuring Mystikal                     |
| 10 mars      | Stutter                  | Joe featuring Mystikal                     |
| 17 mars      | Stutter                  | Joe featuring Mystikal                     |
| 24 mars      | Butterfly                | Crazy Town                                 |
| 31 mars      | Angel                    | Shaggy featuring Rayvon                    |
| 7 april      | Butterfly                | Crazy Town                                 |
| 14 april     | All for You              | Janet                                      |
| 21 april     | All for You              | Janet                                      |
| 28 april     | All for You              | Janet                                      |
| 5 maj        | All for You              | Janet                                      |
| 12 maj       | All for You              | Janet                                      |
| 19 maj       | All for You              | Janet                                      |
| 26 maj       | All for You              | Janet                                      |
| 2 juni       | Lady Marmalade           | Christina Aguilera, Lil' Kim, Mýa och Pink |
| 9 juni       | Lady Marmalade           | Christina Aguilera, Lil' Kim, Mya och Pink |
| 16 juni      | Lady Marmalade           | Christina Aguilera, Lil' Kim, Mya och Pink |
| 23 juni      | Lady Marmalade           | Christina Aguilera, Lil' Kim, Mya och Pink |
| 30 juni      | Lady Marmalade           | Christina Aguilera, Lil' Kim, Mya och Pink |
| 7 juli       | U Remind Me              | Usher                                      |
| 14 juli      | U Remind Me              | Usher                                      |
| 21 juli      | U Remind Me              | Usher                                      |
| 28 juli      | U Remind Me              | Usher                                      |
| 4 augusti    | Bootylicious             | Destiny's Child                            |
| 11 augusti   | Bootylicious             | Destiny's Child                            |
| 18 augusti   | Fallin'                  | Alicia Keys                                |
| 25 augusti   | Fallin'                  | Alicia Keys                                |
| 1 september  | Fallin'                  | Alicia Keys                                |
| 8 september  | I'm Real (Murder Remix)  | Jennifer Lopez featuring Ja Rule           |
| 15 september | I'm Real (Murder Remix)  | Jennifer Lopez featuring Ja Rule           |
| 22 september | I'm Real (Murder Remix)  | Jennifer Lopez featuring Ja Rule           |
| 29 september | Fallin'                  | Alicia Keys                                |
| 6 oktober    | Fallin'                  | Alicia Keys                                |
| 13 oktober   | Fallin'                  | Alicia Keys                                |
| 20 oktober   | I'm Real (Murder Remix)  | Jennifer Lopez featuring Ja Rule           |
| 27 oktober   | I'm Real (Murder Remix)  | Jennifer Lopez featuring Ja Rule           |
| 3 november   | Family Affair            | Mary J. Blige                              |
| 10 november  | Family Affair            | Mary J. Blige                              |
| 17 november  | Family Affair            | Mary J. Blige                              |
| 24 november  | Family Affair            | Mary J. Blige                              |
| 1 december   | Family Affair            | Mary J. Blige                              |
| 8 december   | Family Affair            | Mary J. Blige                              |
| 15 december  | U Got It Bad             | Usher                                      |
| 22 december  | How You Remind Me        | Nickelback                                 |
| 29 december  | How You Remind Me        | Nickelback                                 |